# Calidad proteica

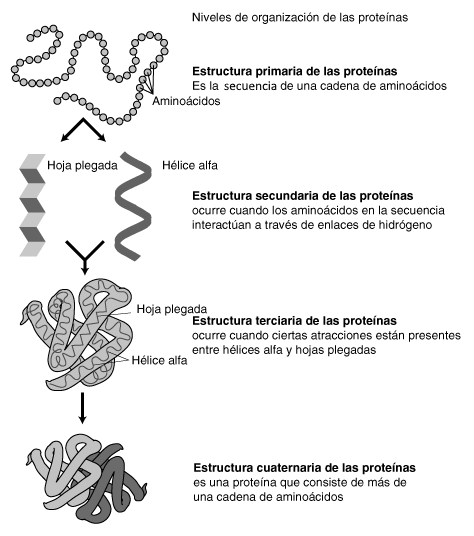
Estructura de las proteínas.

La calidad proteica es la digestibilidad y la cantidad de aminoácidos esenciales para proporcionar las proteínas en proporciones correctas para el consumo humano. Existen varios métodos que clasifican la calidad de los diferentes tipos de proteínas, algunos de los cuales están desactualizados y ya no están en uso, o no se consideran tan útiles como se pensaba que eran. La puntuación de aminoácidos corregida por la digestibilidad de las proteínas (PDCAAS), que fue recomendada por la Organización de las Naciones Unidas para la Agricultura y la Alimentación (FAO), se convirtió en el estándar de la industria en 1993. La FAO ha recomendado recientemente la nueva puntuación de aminoácidos digeribles e indispensables (DIAAS, por sus siglas en inglés) para reemplazar a PDCAAS. La industria láctea está a favor de esto, ya que si bien PDCAAS trunca todos los tipos de proteínas que exceden los requisitos de aminoácidos esenciales (EAA) a 1.0, DIAAS permite una clasificación superior a 1.0: mientras que, por ejemplo, tanto el aislado de proteína de soja como el aislado de suero están clasificados como 1.0 De acuerdo con PDCAAS, en el sistema DIAAS, el suero tiene una puntuación más alta que la soja. 

## PDCAAS versus DIAAS
Las principales limitaciones de PDCAAS es que no tiene en cuenta factores antinutrientes como el ácido fítico y los inhibidores de la tripsina, que limitan la absorción de proteínas entre otros nutrientes. Por esta razón, DIAAS se promueve como el método superior y preferible sobre el PDCAAS. Es posible que otros métodos más antiguos como BV, PER, NPU y balance de nitrógeno no revelen mucho sobre el perfil de aminoácidos y la digestibilidad de la fuente de proteína en cuestión, pero aun pueden considerarse útiles porque determinan otros aspectos de la calidad de la proteína que no han sido tomados en cuenta por PDCAAS y DIAAS. 

## Clasificación de proteínas
A continuación se muestra una tabla que compara varias proteínas según su clasificación. Algunos de estos resultados pueden diferir y variar significativamente dependiendo de si se trata de soja o aislado de proteína de soja, y así sucesivamente. Por ejemplo, mientras que la soya tiene una puntuación de PDCAAS de 0.91, muchos aislados de proteína de soya (aunque no todos) generalmente obtienen una puntuación de PDCAAS de 1.0. Del mismo modo, el perfil de aminoácidos puede diferir de un cultivo a otro en función del suelo y entre las diferentes razas de soja. En términos generales, sin embargo, las semillas de soja rara vez superan el aislado de proteína de suero en las clasificaciones PDCAAS. 
| Proteína     | PER     | NPU    | BV  | Digestibilidad proteica (PD) | Tasa de absorción proteica | Puntaje de aminoácidos (AAS) | PDCAAS     | DIAAS       | Aminoácido limitante | Proteína completa |
| ------------ | ------- | ------ | --- | ---------------------------- | -------------------------- | ---------------------------- | ---------- | ----------- | -------------------- | ----------------- |
| Suero        | 3.2     | 92%    | 104 | N/A                          | 8-10 g/h                   | N/A                          | 1.0        | 0.973-1.09  | no                   | sí                |
| Caseína      | 2.5     | 85-92% | 77  | 95.1-97.6%                   | 6.1 g/h                    | 1.19                         | 1.0        |             | no                   | sí                |
| Huevo        | 3.9     | 94%    | 100 | 97%                          | 1.3-2.8 g/h                | N/A                          | 1.0        |             | no                   | sí                |
| Carne        | 2.9     | 73%    | 80  | N/A                          | N/A                        | N/A                          | 0.92       | N/A         | Triptófano           | no                |
| Soya         | 2.2     | 61%    | 74  | 86%                          | 3.9 g/h                    | N/A                          | 0.91-1.0   | 0.898-0.906 | no                   | sí                |
| Arroz        | N/A     | N/A    | N/A | N/A                          | N/A                        |                              | 0.50       |             | Lisina               | no                |
| Guisantes    | N/A     | N/A    | N/A |                              | 2.4-3.4 g/h                |                              | 0.597-0.70 | 0.579       | no                   | sí                |
| Cáñamo       | N/A     | N/A    | 87  | 94.9%                        | N/A                        | 0.64                         | 0.61       |             | Lisina               | no                |
| Micoproteína | N/A     | N/A    | N/A | 86%                          | N/A                        | N/A                          | 0.996      |             | Meth+Cyst            | no                |
| Espirulina   | 1.8-2.6 | 53-92% | 68  | 83-90%                       | N/A                        |                              | N/A        |             | no                   | sí                |
| Chlorella    | N/A     | N/A    | N/A | N/A                          | N/A                        |                              | N/A        |             | Meth+Cyst            | no                |

## Perfil de aminoácidos
A continuación se muestra una tabla que compara los perfiles completos de aminoácidos de varias proteínas. La puntuación de aminoácidos se basa en la prevalencia de los aminoácidos esenciales y depende de si alcanzan la cantidad suficiente. Las puntuaciones de PDCAAS no tienen en cuenta la cantidad de aminoácidos no esenciales. 
| Aminoácidos esenciales    | Requerimiento por 100 g de proteína DRI | Leche materna | Avena    | Semilla de cáñamo | Guisantes | Soya (Edamame) | Espirulina | Chlorella | Suero    | Caseína | Clara de huevo |
| ------------------------- | --------------------------------------- | ------------- | -------- | ----------------- | --------- | -------------- | ---------- | --------- | -------- | ------- | -------------- |
| Histidina                 | 1.8 g                                   | 2.230 g       | 2.410 g  | 2.821 g           | 2.495 g   | 2.756 g        | 1.888 g    | 3.3 g     | 1.974 g  | 3.2 g   | 2.660 g        |
| Isoleucina**              | 2.5 g                                   | 5.673 g       | 4.129 g  | 3.744 g           | 4.547 g   | 4.514 g        | 5.584 g    | 3.5 g     | 5.001 g  | 5.4 g   | 6.064 g        |
| Leucina**                 | 5.5 g                                   | 9.623 g       | 7.640 g  | 6.296 g           | 7.532 g   | 7.334 g        | 8.608 g    | 6.1 g     | 9.475 g  | 9.5 g   | 9.321 g        |
| Lisina                    | 5.1 g                                   | 6.888 g       | 4.171 g  | 3.714 g           | 7.392 g   | 6.138 g        | 5.264 g    | 10.2 g    | 8.554 g  | 8.5 g   | 7.394 g        |
| Met + Cis                 | 2.5 g                                   | 4.052 g       | 4.284 g  | 4.672 g           | 2.658 g   | 2.178 g        | 3.151 g    | 1.6 g     | 3.684 g  | 3.5 g   | 6.293 g        |
| Fen + Tir                 | 4.7 g                                   | 10.029 g      | 8.734 g  | 7.889 g           | 7.332 g   | 8.316 g        | 9.328 g    | 5.6 g     | 5.790 g  | 11.1 g  | 10.486 g       |
| Treonina                  | 2.7 g                                   | 4.660 g       | 3.421 g  | 3.694 g           | 4.734 g   | 4.087 g        | 5.168 g    | 2.9 g     | 5.001 g  | 4.2 g   | 4.119 g        |
| Triptófano                | 0.7 g                                   | 1.722 g       | 1.392 g  | 1.074 g           | 0.863 g   | 1.243 g        | 1.616 g    | 2.1 g     | 2.106 g  | 1.4 g   | 1.147 g        |
| Valina**                  | 3.2 g                                   | 6.382 g       | 5.575 g  | 5.173 g           | 5.480 g   | 4.562 g        | 6.111 g    | 5.5 g     | 5.001 g  | 6.3 g   | 7.422 g        |
| Total                     | 28.7 g                                  | 51.259 g      | 41.756 g | 39.077 g          | 43.033 g  | 41.128 g       | 46.718 g   | 40.8 g    | 46.586 g | 53.1 g  | 54.906 g       |
| Aminoácidos no esenciales | Requirimientos                          | Leche materna | Avena    | Semilla de cáñamo | Guisantes | Soya (Edamame) | Espirulina | Chlorella | Suero    | Caseína | Clara de huevo |
| Alanina                   | Variado                                 | 3.647 g       | 5.242 g  | 4.448 g           | 5.597 g   | 4.609 g        | 7.856 g    | 7.7 g     | 4.343 g  | N/A     | 6.458 g        |
| Arginina*                 | Variado                                 | 4.356 g       | 7.092 g  | 13.245 g          | 9.981 g   | 8.253 g        | 7.216 g    | 15.8 g    | 2.764 g  | 3.7 g   | 5.945 g        |
| Asparagina*               | Variado                                 | N/A           | N/A      | N/A               | N/A       | N/A            | N/A        | N/A       | N/A      | N/A     | N/A            |
| Ácido aspartico           | Variado                                 | 8.307 g       | 8.616 g  | 10.660 g          | 11.567 g  | 11.943 g       | 10.080 g   | 6.4 g     | 9.738 g  | N/A     | 11.192 g       |
| Cisteina*                 | Variado                                 | N/A           | 2.428 g  | N/A               | N/A       | N/A            | N/A        | N/A       | N/A      | N/A     | N/A            |
| Ácido glutámico           | Variado                                 | 17.018 g      | 22.086 g | 18.249 g          | 17.280 g  | 19.269 g       | 14.592 g   | 7.8 g     | 17.898 g | N/A     | 14.220 g       |
| Glutamina*                | Variado                                 | N/A           | N/A      | N/A               | N/A       | N/A            | N/A        | N/A       | N/A      | N/A     | N/A            |
| Glicina*                  | Variado                                 | 2.634 g       | 5.004 g  | 4.690 g           | 4.291 g   | 4.269 g        | 5.392 g    | 6.2 g     | 1.842 g  | N/A     | 3.789 g        |
| Prolina*                  | Variado                                 | 8.307 g       | 5.557 g  | 4.649 g           | 4.034 g   | 4.807 g        | 4.145      | 7.2 g     | 5.922 g  | N/A     | 3.991 g        |
| Selenocisteina            | Variado                                 | N/A           | N/A      | N/A               | N/A       | N/A            | N/A        | N/A       | N/A      | N/A     | N/A            |
| Serina*                   | Variado                                 | 4.356 g       | 4.463 g  | 4.987 g           | 4.221 g   | 5.710 g        | 5.217      | 3.3 g     | 4.606 g  | N/A     | 7.321 g        |
| Tirosina*                 | Variado                                 | 5.369 g       | 3.409 g  | 3.677 g           | 2.658 g   | 3.675 g        | 4.496 g    | 2.8 g     | 2.500 g  | N/A     | 4.193 g        |
| Total                     |                                         | 53.994 g      | 63.897 g | 64.605 g          | 59.629 g  | 62.535 g       | 58.994 g   | 57.2 g    | 49.613 g | N/A     | 57.109 g       |
| 22 Aminoácido             | Requerimientos                          | Leche materna | Avena    | Semilla de cáñamo | Guisantes | Soya (Edamame) | Espirulina | Chlorella | Suero    | Caseína | Clara de huevo |
| Pirrolisina               | No utilizado por los humanos            | N/A           | N/A      | N/A               | N/A       | N/A            | N/A        | N/A       | N/A      | N/A     | N/A            |

* Semi-esencial, bajo ciertas condiciones.  
** Aminoácido de cadena ramificada (BCAA) 